# 布拉德巴赫河 (埃爾瑟河支流)
52°11′54″N 8°38′5″E / 52.19833°N 8.63472°E

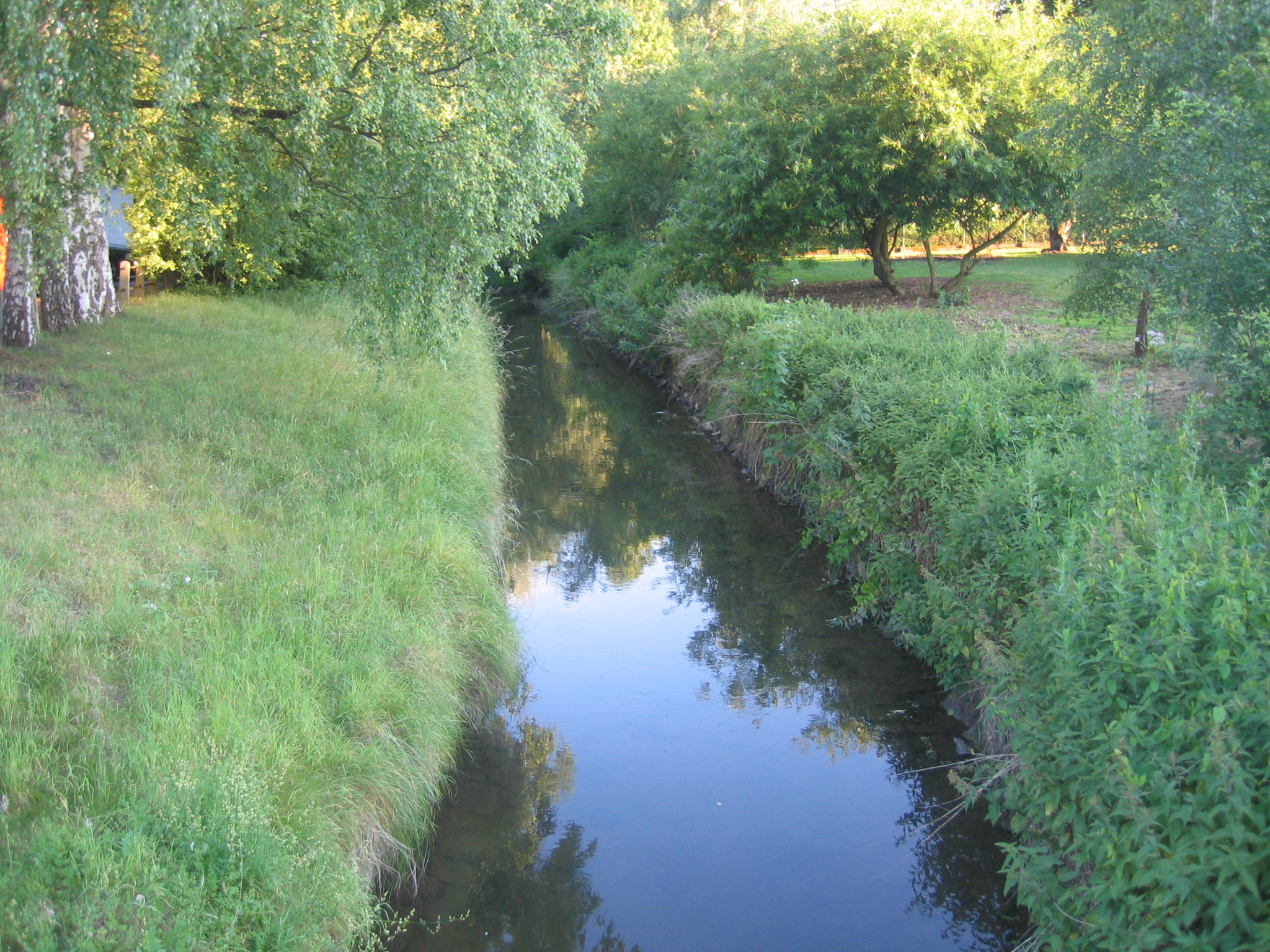

布拉德巴赫河（德語：Brandbach），是德國的河流，位於該國西部，流經北萊茵-威斯特法倫州，屬於埃爾瑟河的右支流，河道全長12.5公里，流域面積37.6平方公里。